# Peterchens Mondfahrt (2021)
Peterchens Mondfahrt ist ein Kinderanimationsfilm des Regisseurs Ali Samadi Ahadi aus dem Jahre 2021, basierend auf dem gleichnamigen deutschen Märchen von Gerdt von Bassewitz.

## Inhalt
Die lebensfrohe Anna trifft eines Nachts auf den sprechenden Maikäfer Sumsemann. Dieser erzählt ihr verzweifelt, dass sein Zuhause, eine wunderschöne Birke, mitsamt seinem sechsten Bein auf den Mond verbannt wurde. Schuld daran ist der hinterhältige Mondmann! Nur mit der Hilfe zweier tierlieber Kinder kann der Maikäfer seine Birke und das Beinchen zurück auf die Erde holen. Anna ist sofort Feuer und Flamme und verspricht ihm, zusammen mit ihrem großen Bruder Peter, zu helfen!
Bald darauf finden sich Anna und Peter auf einer phantastischen Reise zum Mond wieder. Mithilfe der eigenwilligen Naturgeister erleben sie atemberaubende Abenteuer und stellen sich dem Mondmann und seinem hinterlistigen Plan, das Universum zu unterwerfen, mutig entgegen.

## Produktion und Veröffentlichung
Peterchens Mondfahrt wurde von Little Dream Entertainment in Kooperation mit den Unternehmen Coop99 Filmproduktion, Brave New Work und Fish Blowing Bubbles produziert. Zudem waren ZDF und ORF beteiligt.
Ali Samadi Ahadi führte Regie bei dem Projekt und war zusammen mit Arne Nolting auch für das Drehbuch verantwortlich. Die Musik, komponiert von Ali N. Askin, wurde vom ORF Radio-Symphonieorchester Wien in der Synchron Stage Vienna aufgenommen.
Die Veröffentlichung erfolgte am 31. März 2022 in den deutschen Kinos. Noch im selben Jahr, am 21. Oktober 2022, erschien Peterchens Mondfahrt auf DVD.

## Rezeption
Peterchens Mondfahrt wurde Ende Februar 2022 in die Vorauswahl von Kinderfilmen für den Deutschen Filmpreis aufgenommen.